# Nerice upina
Nerice upina är en fjärilsart som beskrevs av Alphéraky 1892. Nerice upina ingår i släktet Nerice och familjen tandspinnare. Inga underarter finns listade i Catalogue of Life.